# Kara aresztu ścisłego
Kara aresztu ścisłego – jedna z kar dyscyplinarnych stosowanych w Wojsku Polskim.
W myśl ustawy z 1945 kara aresztu ścisłego polegała na zamknięciu całkowitym. Ukarani nie mogli pisać ani odbierać listów, palić tytoniu. Musieli spać na twardych pryczach i co drugi dzień pozostawali "o chlebie i wodzie". W okresie postu nie pracowali. Maksymalny okres kary wynosił 14 dni.
W latach 70. kara aresztu ścisłego polegała na ograniczeniu wolności osobistej ukaranego. Żołnierze przebywali w pojedynczych zamkniętych celach aresztu. W wyjątkowych przypadkach, za zezwoleniem dowódcy (komendanta) garnizonu, mogli oni przebywać w celach ogólnych. W czasie przeznaczonym na sen w celach paliło się światło dyżurne.
Ponowna kara aresztu ścisłego mogła być wykonana dopiero po upływie tylu dni, ile wynosiła poprzednia kara aresztu ścisłego.
Odbywanie kary aresztu ścisłego poprzedzano badaniem lekarskim celem stwierdzenia, czy nie ma przeciwwskazań do odbycia kary. W przypadku stwierdzenia złego stanu zdrowia, przełożony odraczał wykonanie kary.
Do aresztu żołnierzy przyjmował profos. Sprawdzał on, czy żołnierz nie miał przedmiotów niedozwolonych. Odbierał broń, dokumenty osobiste, pasy, sznurowadła, pieniądze i inne zbyteczne przedmioty i wszystkie te przedmioty przechowywał w depozycie.
Przetrzymywanym w areszcie zabraniano: palić tytoniu, pić napojów alkoholowych, słuchać radia, grać w gry, grać na instrumentach muzycznych, śpiewać, rozmawiać z osobami postronnymi, hałasować, przyjmować odwiedzających, odbierać paczki, wysyłać i otrzymywać korespondencję. W odróżnieniu od kary aresztu zwykłego nie zezwalano nawet czytać gazet i regulaminów wojskowych.
Szeregowcy odbywający karę aresztu ścisłego nie pracowali. Wszystkich ukaranych aresztem ścisłym wyprowadzano codziennie na spacer trwający 30 minut, pojedynczo i pod nadzorem wartownika.
Ukarani żywieni byli co drugi dzień według należności "Z" lub "MN", a w pozostałe dni tylko należność chleba, a kawa i woda w dowolnej ilości.
Uprawnienia dyscyplinarne do stosowania tego środka dyscyplinarnego posiadali: dowódca kompanii (do 5 dni), dowódca batalionu (do 7 dni) i wyżsi przełożeni (do 14 dni).
Regulamin dyscyplinarny z 1977 roku zniósł karę aresztu ścisłego pozostawiając karę aresztu.